# 下雷镇
下雷镇，是中华人民共和国广西壮族自治区崇左市大新县下辖的一个乡镇级行政单位。

## 行政区划
下雷镇下辖以下地区：
下雷社区、土湖社区、仁惠村、仁爱村、仁益村、信隆村、吉门村、志兴村、新丰村、志刚村、三湖村、新湖村、新育村和信孚村。